# Nallu
Nallu es un pueblo ubicado en el distrito de Lalitpur, Nepal.

## Superficie
Cuenta con una superficie de 8 kilómetros cuadrados.

## Demografía
Hasta 2015 la población era de 3773 habitantes, con una densidad de población de habitantes por 470,5 kilómetro cuadrado. Con una población masculina y femenina de 1777 (47,1%) y 1996 (52,9%) respectivamente.
| Gráfica de evolución demográfica de Nallu entre 1975 y 2015 |
|                                                             |
| Datos según el Centro Común de Investigación.               |